# Timonius ovalistipulus
Timonius ovalistipulus är en måreväxtart som beskrevs av Theodoric Valeton. Timonius ovalistipulus ingår i släktet Timonius och familjen måreväxter. Inga underarter finns listade i Catalogue of Life.